# (473099) 2015 HG167
(473099) 2015 HG167 es un asteroide perteneciente al cinturón de asteroides, descubierto el 11 de marzo de 2007 por el equipo del Spacewatch desde el Observatorio Nacional de Kitt Peak, Arizona, Estados Unidos.

## Designación y nombre
Designado provisionalmente como 2015 HG167.

## Características orbitales
2015 HG167 está situado a una distancia media del Sol de 2,455 ua, pudiendo alejarse hasta 2,749 ua y acercarse hasta 2,161 ua. Su excentricidad es 0,119 y la inclinación orbital 4,388 grados. Emplea 1405 días en completar una órbita alrededor del Sol.

## Características físicas
La magnitud absoluta de 2015 HG167 es 17,6.